# Henderson (Virginia Occidental)
Henderson es un pueblo ubicado en el condado de Mason en el estado estadounidense de Virginia Occidental. En el Censo de 2010 tenía una población de 271 habitantes y una densidad poblacional de 225,02 personas por km².

## Geografía
Henderson se encuentra ubicado en las coordenadas 38°49′50″N 82°8′9″O / 38.83056, -82.13583. Según la Oficina del Censo de los Estados Unidos, Henderson tiene una superficie total de 1.2 km², de la cual 1.08 km² corresponden a tierra firme y (10.11%) 0.12 km² es agua.

## Demografía
Según el censo de 2010, había 271 personas residiendo en Henderson. La densidad de población era de 225,02 hab./km². De los 271 habitantes, Henderson estaba compuesto por el 94.83% blancos, el 1.48% eran afroamericanos, el 1.11% eran amerindios, el 1.85% eran asiáticos, el 0% eran isleños del Pacífico, el 0% eran de otras razas y el 0.74% pertenecían a dos o más razas. Del total de la población el 0.37% eran hispanos o latinos de cualquier raza.